# Maja Ivarsson
assinatura
Maja Ivarsson, nascida em 2 de Outubro de 1979 é a vocalista da banda new wave The Sounds. Ela começou a tocar guitarra elétrica com 14 anos [carece de fontes?] e se declara bissexual.